# Nektarios Aleksandru
Nektarios Aleksandru (gr. Νεκτάριος Αλεξάνδρου, ur. 19 grudnia 1983 w Nikozji) – cypryjski piłkarz grający na pozycji ofensywnego pomocnika.

## Kariera klubowa
Karierę piłkarską Aleksandru rozpoczął w klubie z rodzinnej Nikozji o nazwie APOEL FC. W sezonie 2000/2001. W 2002 roku jako rezerwowy został z APOEL-em mistrzem kraju, a w sezonie 2002/2003 stał się podstawowym zawodnikiem zespołu. W 2004 roku ponownie został mistrzem Cypru. W latach 2002 i 2004 zdobył także dwa Superpuchary Cypru.
Latem 2006 roku Aleksandru przeszedł do greckiej Larisy, w której grał wraz z rodakiem Efstathiosem Aloneftisem. W pierwszej lidze greckiej zadebiutował 20 sierpnia 2006 w zremisowanym 1:1 domowym spotkaniu z Arisem Saloniki. W Larisie Cypryjczyk grał dwa lata i zdobył 2 gole w 31 meczach.
Latem 2008 roku Aleksandru wrócił do APOEL-u. W sezonie 2008/2009 wywalczył z APOEL-em tytuł mistrza Cypru.
| Sezon   | Klub      | Kraj   | Rozgrywki                 | Mecze | Bramki |
| ------- | --------- | ------ | ------------------------- | ----- | ------ |
| 2000/01 | APOEL FC  | Cypr   | Protathlima A’ Kategorias | 5     | 1      |
| 2001/02 | APOEL FC  | Cypr   | Protathlima A’ Kategorias | 9     | 1      |
| 2002/03 | APOEL FC  | Cypr   | Protathlima A’ Kategorias | 20    | 5      |
| 2003/04 | APOEL FC  | Cypr   | Protathlima A’ Kategorias | 19    | 6      |
| 2004/05 | APOEL FC  | Cypr   | Protathlima A’ Kategorias | 25    | 4      |
| 2005/06 | APOEL FC  | Cypr   | Protathlima A’ Kategorias | 25    | 7      |
| 2006/07 | AE Larisa | Grecja | Alpha Ethniki             | 15    | 0      |
| 2007/08 | AE Larisa | Grecja | Alpha Ethniki             | 16    | 2      |
| 2008/09 | APOEL FC  | Cypr   | Protathlima A’ Kategorias | 28    | 5      |
| 2009/10 | APOEL FC  | Cypr   | Protathlima A’ Kategorias | 22    | 1      |
| 2010/11 | APOEL FC  | Cypr   | Protathlima A’ Kategorias | 20    | 1      |
| 2011/12 | APOEL FC  | Cypr   | Protathlima A’ Kategorias | 26    | 1      |
| 2012/13 | APOEL FC  | Cypr   | Protathlima A’ Kategorias | 24    | 3      |
| 2013/14 | APOEL FC  | Cypr   | Protathlima A’ Kategorias | 22    | 1      |
| 2014/15 | APOEL FC  | Cypr   | Protathlima A’ Kategorias | 14    | 2      |
| 2015/16 | APOEL FC  | Cypr   | Protathlima A’ Kategorias | 20    | 0      |
| 2016/17 | APOEL FC  | Cypr   | Protathlima A’ Kategorias | 12    | 0      |
| 2017/18 | APOEL FC  | Cypr   | Protathlima A’ Kategorias | 9     | 0      |
| 2018/19 | APOEL FC  | Cypr   | Protathlima A’ Kategorias |       |        |

## Kariera reprezentacyjna
W reprezentacji Cypru Aleksandru zadebiutował 16 sierpnia 2006 roku w przegranym 0:2 towarzyskim meczu z Rumunią. Obecnie jest członkiem drużyny narodowej grającej w kwalifikacjach do MŚ 2010.